# Thelma Schoonmaker
Thelma Schoonmaker (Argel, Argelia, 3 de enero de 1940) es una editora cinematográfica estadounidense. Es ganadora de tres Premios Óscar.

## Biografía
Nació en Argelia donde su padre trabajaba en una compañía petrolífera. Estudió ruso y administración de gobierno en la Universidad Cornell y deseaba trabajar en relaciones internacionales hasta que fue rechazada en un trabajo en el Departamento de Estado. Respondió entonces a un anuncio clasificado para trabajar como editora de cine. Realizó un curso de verano de seis semanas en el programa de cine en la Universidad de Nueva York, donde conoció a Scorsese y lo ayudó a editar su primer largometraje: Who's That Knocking at My Door.
Schoonmaker ha trabajado con el director Martin Scorsese durante más de cincuenta años. Ha editado gran parte de sus películas, como Toro salvaje, Goodfellas, La última tentación de Cristo, El rey de la comedia, After Hours, Casino, Gangs of New York, El aviador o The Departed, además de la película documental The Last Waltz.
A lo largo de su carrera ha recibido seis nominaciones a los Premios Óscar, y ha ganado tres veces (por las ediciones de Toro salvaje, El aviador y The Departed).
Estuvo casada con el director de cine británico Michael Powell. Desde la muerte de Powell, se ha dedicado a la preservación de sus obras, entre las que se encuentra Las zapatillas rojas.

## Filmografía como montadora
- Who's That Knocking at My Door  (1967)
- Woodstock (1970)
- Toro Salvaje (1980)
- El rey de la comedia (1982)
- After Hours (1985)
- Bad (1987), video musical de la famosa canción de Michael Jackson
- La última tentación de Cristo (1988)
- Historias de Nueva York (1989) segmento "Life Lessons"
- Goodfellas (1990)
- Cape Fear (1991) (remake)
- La edad de la inocencia (1993)
- Casino (1995)
- Gangs of New York (2002)
- AFI Life Achievement Award: A Tribute to Robert De Niro (2003) (TV)
- El aviador (2004)
- The Departed (2006)
- Shutter Island (2010)
- Hugo (2011)
- El lobo de Wall Street (2013)
- Silence (2016)
- El irlandés (2019)
- Los asesinos de la luna (2023)

## Otros trabajos
- The Kids Are Alright (1979) (consultora especial)
- Woodstock (1980) (ayudante de dirección)

## Premios
Premios Óscar
| Año  | Categoría     | Película          | Resultado |
| ---- | ------------- | ----------------- | --------- |
| 1970 | Mejor montaje | Woodstock         | Nominada  |
| 1981 | Mejor montaje | Toro salvaje      | Ganadora  |
| 1991 | Mejor montaje | Goodfellas        | Nominada  |
| 2003 | Mejor montaje | Gangs of New York | Nominada  |
| 2005 | Mejor montaje | El aviador        | Ganadora  |
| 2007 | Mejor montaje | The Departed      | Ganadora  |
| 2012 | Mejor montaje | Hugo              | Nominada  |

Premios BAFTA
| Año  | Categoría     | Película             | Resultado |
| ---- | ------------- | -------------------- | --------- |
| 2006 | Mejor montaje | The Departed         | Nominada  |
| 2004 | Mejor montaje | El aviador           | Nominada  |
| 2002 | Mejor montaje | Gangs of New York    | Nominada  |
| 1993 | Mejor montaje | Cape Fear            | Nominada  |
| 1990 | Mejor montaje | Goodfellas           | Ganadora  |
| 1982 | Mejor montaje | El rey de la comedia | Nominada  |
| 1981 | Mejor montaje | Toro salvaje         | Ganadora  |

Festival Internacional de Cine de Venecia
| Año  | Categoría                       | Resultado |
| ---- | ------------------------------- | --------- |
| 2014 | León dorado por una trayectoria | Ganadora  |